# Doveova prizma
Doveova prizma je optična prizma, ki spada med odbojne prizme. Uporablja se v optičnih napravah za obračanje slike.  
Imenuje se po izumitelju nemškem fiziku in meteorologu Heinrichu Wilhelmu Doveu (1803 – 1879).

## Zgradba in delovanje
Doveovo prizmo dobimo iz prirezane tristrane prizme, ki ima en kot enak 90°. Žarek vstopa na eni strani in doživi popolni odboj na najdaljši ploskvi prizme. Zaradi popolnega odboja pride do obračanja slike za 180°.
Doveova prizma ima zanimivo lastnost, da se slika zavrti, če zavrtimo prizmo. Kot vrtenja slike je dvakrat večji od kota vrtenja prizme. To se s pridom uporablja v nakaterih optičnih napravah.
Opazili so tudi, da se spremeni tudi polarizacija žarka, ki potuje skozi prizmo, ki smo jo zavrteli. 

## Uporaba
Zaradi njene lastnosti vrtenja slike, se uporablja kot rotator slike. Pri vrtenju se ne spremeni smer žarka. To pomeni, da se pri gledanju skozi prizmo in vrtenju prizme, slika vrti.